# Ivan Regent
Ivan Regent (Contovello, 24 gennaio 1884 – Lubiana, 26 settembre 1967) è stato un rivoluzionario, politico e giornalista jugoslavo di nazionalità slovena.

## Biografia
Di famiglia slovena, è cresciuto a Trieste, dove ha lavorato dapprima come manovale e poi come giornalista. Iscritto dal 1902 al Partito socialdemocratico jugoslavo, ha militato successivamente anche nel Partito Socialista Italiano, venendo eletto nel Comitato centrale al Congresso del 1919. Ha poi partecipato alla scissione di Livorno e alla successiva fondazione del Partito Comunista d'Italia.
Con l'avvento del fascismo in Italia è emigrato nel 1927 a Lubiana. Espulso dal neonato Regno di Jugoslavia nel 1929, si è rifugiato prima a Vienna e poi a Parigi. Dopo l'espulsione anche dalla Francia si è recato in Belgio. Da qui, come membro della segreteria del Soccorso Rosso Internazionale, nel 1931 si è spostato a Mosca, dove si è recato su proposta di Palmiro Togliatti insieme alla moglie Amalia Licer e alla figlia adottiva Mara.
In Russia ha collaborato a lungo con l'Istituto per la traduzione della letteratura marxista e dal 1939 con Radio Mosca, dove ha curato programmi in lingua italiana e slovena. Durante la Seconda guerra mondiale ha seguito lo sviluppo del movimento di liberazione nei Balcani, ottenendo il permesso di unirvisi nel 1945. Dopo la guerra ha ricoperto vari importanti incarichi politici nella Jugoslavia socialista.